# Stade Maurice Boyau
L'Estadi Maurice Boyau és un estadi de rugbi situat a Dacs. És de l'actual Estadi Municipal de Dacs. Acull molts partits en el Top 14 i la Pro D2 amb la US Dax.

## Equipaments
L'Estadi Municipal de Dacs porta des del 2001, el nom de Maurice Boyau, as de l'aviació durant la I Guerra Mundial i antic jugador del Dacs.
La zona esportiva del Maurice-Boyau té 8 hectares. Inclou dos camps de rugbiː un camp d'honor i un camp d'entrenament.
La capacitat del camp d'honor és de 16.170 seientsː
- Tribuna d'honor: 3050 places.
- Tribuna petitaː un per a 1120 persones.
- La resta es reparteix a les grades que ressegueixen la pista d'atletisme.

Com a complex multiesportiu, el Naurice Boyau pot acollir diverses manifestations esportives. A part de les instal·lacions esmentades, també disposa deː
- Un jai-alai (1 300 places) i un frontó exterior (740 places) per a la pràctica de la pilota basca.
- Un dojo municipal (205 places) equipat amb tatamis per a la pràctica del judo.
- Une sala poliesportiva anomenada també «Maurice-Boyau» (448 places), entre altres coses utilitzada per a la pràctica del bàsquet, handbol i voleibol.
- Una sala de musculació (44 places).
- Una sala de dansa (34 personnes).
- Una sala de recepció (225 places).
- Una pista d'atletisme que dona la volta al terreny de joc.
- Un skate-parc.